# Кентавр (картина Сальвадора Далі)
«Кента́вр» — картина іспанського художника Сальвадора Далі, написана у 1940 році. Зберігається у Театрі-музеї Сальвадора Далі у Фігерасі.

## Опис
Особливу увагу художник приділяє тут крилам на одязі зображеної фігури. Ці крила виконані у формі дорогоцінних прикрас та зроблені в тому ж стилі, що й ескізи Далі до ювелірних прикрас. Але якщо за своєю експресією малюнок близький манері Леонардо, то розробка деталей змушує нас згадати Бенвенуто Челліні. Цей малюнок слугував моделлю для гравюрування на кришталевому кубку «Сон Наутилуса». Центральна фігура одночасно є і вітрильним судном, котре чимдуж мчить на хвилях. Привертає увагу дві великі сфери — ноги, що рухаються. Кентаврами керують жестикулюючі фігур. Розташована ліворуч жіноча фігура, що спирається на жердину, стоїть в позі Анжеліки Енгра або, можливо, Святого Севастіана.